# Іраку
Іра́ку (іракв, іраква (самоназва); Iraqw, Irakw) — кушитський народ у Танзанії.

## Територія розселення, чисельність, мова і релігія
Іраку або іракв, яких суахілімовні жителі регіону називають ще вамбулу (Wambulu) проживають в районі великих східноафриканських озер, а саме між озерами Еясі та Маньярою у регіонах Аруші та Маньярі на півночі центральної частини Танзанії, біля Рифтової долини на південь від кратеру Нгоронгоро.
Станом на 2009 рік чисельність людей іраку — понад 600 тисяч осіб. Іраку асимілювали чимало іншовомних елементів, зокрема нілотського  (особливо датог), а також бантуського походження. Саме тому вважається, що з понад півтора сотні родів іраку лише 3 є справжніми іраку за чистотою походження.
Розмовляють мовою іраку (кійраку) південної підгрупи кушитської групи афразійської мовної родини (писемність на латинській графічній основі).
За релігією серед іраку є католики, також мусусульмани; дотримуються традиційних вірувань.

## Господарство і традиції

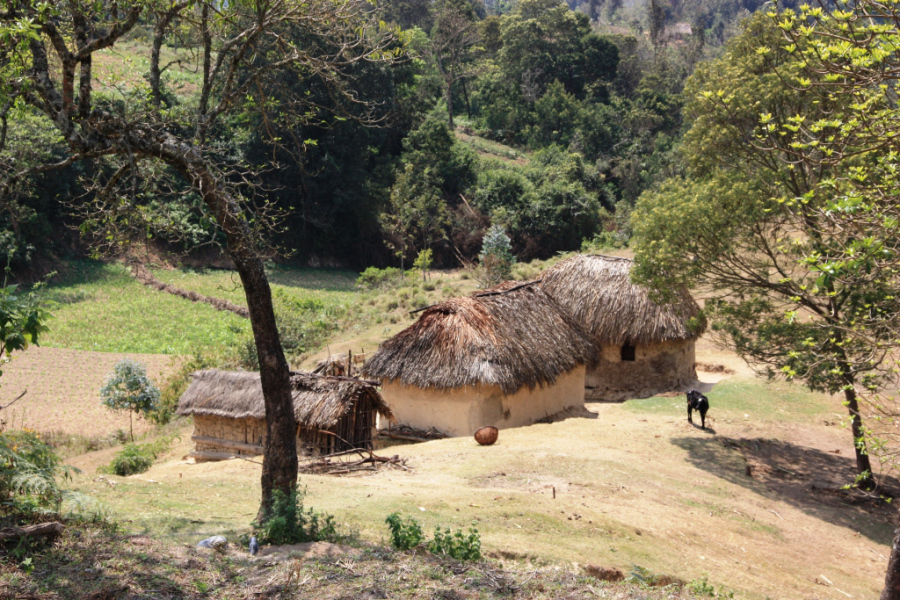
Житло іраку, регіон Маньяра (2012)

Основні заняття чоловіків іраку — розведення великої і дрібної рогатої худоби, віслюків, жінок іраку — ручне тропічне землеробство (сорго, елевсина, кукурудза, бобові, арахіс). Розвинуті ремесла — плетення циновок і кошиків, обробка шкіри, міді й дерева.  
Тип поселення в іраку — розкиданий. Житло іраку — зазвичай одно- й двоповерхове, кругле (може бути й прямокутне), з плетеними з лози стінами, обмазаними глиною й верхівкою-стріхою з тростини. 
Одяг в іраку — сорочки й штани, накидки й пов'язки з бавовняних тканин. 
Харчуються іраку переважно кашами, овочами, молоком, нерідко змішаним з коров'ячою кров'ю.
Сім'я в іраку — мала, патрилінійна, зі збереженням матрилінійних зв'язків. 
Зберігаються традиційні вірування — культ предків, сил природи тощо; фольклор.